# Umrika
Umrika is een Indiase film uit 2015, geschreven en geregisseerd door Prashant Nair. De film ging in première op 24 januari op het Sundance Film Festival in de World Cinema Dramatic Competition.

## Verhaal
De jongen Ramakant ziet zijn geliefde broer Udai hun klein geboortedorp in het noorden van India verlaten op zoek naar het geluk in Amerika (Umrika). De brieven die Udai naar huis schrijft over zijn avonturen, brengen leven en hoop in het kleine dorpje, veroorzaakt debatten in de gemeenschap en zet Ramakant aan tot het leren lezen. Wanneer midden jaren 1980 de brieven plots stoppen, gaat Ramakant samen met zijn vriend Lalu op zoek naar zijn broer om zo achter het ware verhaal te komen.

## Rolverdeling
| Acteur         | Personage         |
| -------------- | ----------------- |
| Suraj Sharma   | Ramakant          |
| Tony Revolori  | Lalu              |
| Smita Tambe    | Ramakant’s moeder |
| Adil Hussain   | Patel             |
| Rajesh Tailang | Postbode          |
| Prateik Babbar | Udai              |

## Prijzen & nominaties
| jaar | prijs                  | categorie                             | genomineerde(n)                       | uitslag  |
| ---- | ---------------------- | ------------------------------------- | ------------------------------------- | -------- |
| 2015 | Sundance Film Festival | Audience Award: World Cinema Dramatic | Audience Award: World Cinema Dramatic | Gewonnen |